# Bomba sódio-potássio

## Início

Esquema de funcionamento

Esquema de funcionamento (detalhe)

A bomba sódio potássio ou Na+/ K+ ATPase é uma proteína transmembranar cuja atividade enzimática utiliza a energia proveniente da degradação do ATP em ADP e fosfato inorgânico para transportar íons de potássio e sódio contra os respectivos gradientes eletroquímicos. A bomba tem um papel importante na manutenção do potencial de repouso das células nervosas, musculares e cardíacas. Ela permite a troca de íons de sódio (Na+), oriundos do meio intracelular, por íons de potássio (K+), oriundos do meio extracelular, numa relação precisa (3 Na+/2 K+). A bomba é responsável pela manutenção e restauração do equilíbrio eletroquímico visto no potencial de repouso da membrana.
Para manter seu potencial elétrico, a Na+/K+ ATPase funciona de modo que a célula sempre tenha uma diferença nas concentrações de íons no meio extracelular e intracelular. Assim, dentro da célula sempre encontramos uma baixa concentração de íons de sódio (cerca de 10 mM) e uma elevada concentração de íons de potássio (aproximadamente 140 mM) em comparação ao meio extracelular, criando um gradiente de concentração de íons que favorece a entrada de sódio na célula e a saída de potássio. O gradiente eletroquímico surge pela quantidade de cargas, uma vez que existem mais íons de sódio na parte extracelular, logo, a porção intracelular fica com déficit de cargas e se torna negativa. Como a célula demanda mais íons de potássio para sua atividade, além de ser mais permeável aos íons (isto é, apresenta muito mais canais de vazamento para o potássio do que canais para o sódio), a Na+/K+ ATPase importa dois íons de potássio e exporta três íons de sódio. Uma vez que todo esse processo é feito contra os gradientes eletroquímicos desses íons, é necessário o gasto energético com o uso de ATP.
A bomba de sódio-potássio teve sua estrutura caracterizada pela primeira vez em nervos periféricos de caranguejo em 1957. Atualmente, sabe-se que a estrutura apresenta duas subunidades básicas. São elas subunidade alfa, que apresenta os sítios para a ligação do ATP na porção intracelular, e sua porção extracelular apresenta um domínio de ligação para a ouabaína, um glicosídeo endógeno produzido pela glândula adrenal que é capaz de inibir a Na+/K+ ATPase. Já a subunidade beta faz a modulação da afinidade da bomba, também sendo responsável pela estabilização da mesma. Além disso, essas subunidades apresentam isoformas (quatro para a subunidade alfa e três para a beta), sendo cada conformação específica do tecido. Alguns trabalhos apontam a existência de uma terceira subunidade, chamada gama (ou FXYD), que não está presente em todas as bombas, mas atua na estabilização da estrutura e afinidade pelos íons e ATP.

## O mecanismo

Esquema ilustrativo das subunidades alfa e beta da Na+/K+ ATPase

- A bomba, ligada ao ATP na subunidade alfa, liga-se a 3 íons de Na+ intracelulares.

- O ATP é hidrolisado, levando à fosforilação da bomba em um resíduo de aspartato altamente conservado na estrutura e consequente liberação de ADP.
- Essa fosforilação leva a uma mudança conformacional da bomba, expondo os íons de Na+ ao exterior da membrana. A forma fosforilada da bomba, por ter uma afinidade baixa aos íons de sódio, liberta-os para o exterior da célula.
- A bomba agora liga-se a 2 íons de K+ extracelulares, levando à desfosforilação da estrutura.
- O ATP liga-se e a bomba reorienta-se para liberar os íons de potássio para o interior da célula.  Uma vez que os íons se dissociam da estrutura a bomba está pronta para um novo ciclo.

Apesar do alto custo energético para o funcionamento da bomba, estudos em roedores indicam que as maiores porcentagens de uso de ATP estão na manutenção do potencial de repouso (variando de 25% a 50% na região do córtex cerebral e no cerebelo).

## Fisiologia
Como a membrana celular é muito menos permeável ao sódio do que ao potássio, ocorre o acúmulo de cargas positivas no meio extracelular, fazendo com que se desenvolva um potencial elétrico negativo através da membrana (tendo como referência o interior celular ).
O gradiente de concentração e eletroquímico estabelecido pela bomba de sódio suporta não só o potencial elétrico de repouso da célula mas também os potenciais de ação em células nervosas e musculares. A exportação de sódio da célula proporciona a força motriz para que outras proteínas de membrana façam o importe de glicose, aminoácidos e outros nutrientes importantes para a célula. A Na+/K+ ATPase também é responsável por manter o controle do volume celular e manutenção do equilíbrio osmótico, uma vez que a bomba é altamente sensível as variações de concentrações dos íons. Em situações de falha da Na+/K+ ATPase, o acúmulo de íons no meio intracelular leva ao inchaço da célula pela entrada de água pelo processo de osmose. Logo, a osmolaridade dos meios extracelular e intracelular devem estar em equilíbrio, e a Na+/K+ ATPase atua no sentido de evitar a lise celular. A bomba também pode interagir com outras macromoléculas, como as proteínas pertencentes a família SRC de proteínas-quinase e atuar na transdução de sinais. 
Uma vez que são muito importantes na manutenção da homeostase das células nervosas, a bomba de sódio-potássio está cada vez mais sendo vista como uma forma de computar informações na região cerebral e cerebelar. Um exemplo dessa hipótese é que mutações na estrutura e interações com inibidores, como os glicosídeos, promovem movimentos musculares involuntários, podendo levar a distonia, ataxia e, em casos mais graves, Parkinson. O consumo de álcool, que também pode levar a movimentos musculares involuntários e descoordenados, parece atuar na inibição da Na+/K+ ATPase na região cerebelar, especificamente nas células de Purkinje, levando à despolarização da célula, o que pode levar a quiescência futura dessas células pelo bloqueio da despolarização, segundo modelagens computacionais. Os efeitos do álcool também foram testados nas células de Golgi, que também estão localizadas no cerebelo, onde os resultados indicaram que o álcool induz uma maior excitabilidade nessas células pela inibição da Na+/K+ ATPase. Outros autores sugerem que o alcóol pode modular a afinidade da bomba pelos íons, mas apesar dos esforços, o seu mecanismo de ação na Na+/K+ ATPase ainda não foi bem esclarecido.

## Regulação
Moléculas sinalizadoras intracelulares, como cAMP e 5InsP7 fazem o controle endógeno da bomba de sódio-potássio, podendo estimulá-las ou inibi-las a depender das suas concentrações. A fosforilação reversível também é uma forma de regular a bomba, e já foi demonstrada em animais que estivam. Já o controle exógeno pode ser feito com fármacos e hormônios, como a tri-iodotironina.

## Farmacologia
As bombas de sódio-potássio encontradas na membrana das células do coração são um importante alvo de fármacos, como a digoxina e ouabaina, que são usadas desde o século XVII para promover a performance cardíaca através do aumento da força de contração. Entretanto, o que se sabe atualmente é que certas concentrações de ouabaina podem estimular a atividade da Na+/K+ ATPase no coração. Apesar de resultarem no mesmo efeito, o mecanismo dos dois compostos difere: a ouabaína se liga na porção extracelular da bomba (subunidade alfa), enquanto a digoxina penetra a célula cardíaca. Uma vez dentro da célula, a digoxina induz a liberação de cálcio pelo retículo sarcoplasmático, promovendo a contração. A contração de qualquer músculo está dependente de uma concentração intercelular de cálcio 100-10000 vezes maior que a encontrada em repouso. O relaxamento do músculo está dependente de uma enzima que faça a reposição da concentração de cálcio. Essa enzima que faz a translocação Na+/Ca2+ aproveita o gradiente de sódio gerado pela Na+/K+ ATPase para remover o cálcio do espaço intercelular, levando assim a contrações mais fortes do músculo.
A ouabaína também atua nas células nervosas e em vias de sinalização que são alvo de fármacos para tratar mudanças de humor e outros distúrbios psicológicos. As análises mais recentes indicam que indivíduos com transtorno bipolar podem ser incapazes de regular a produção de ouabaína em situações de estresse, o que levaria a diminuição da atividade das Na+/K+ ATPase e uma maior facilidade dos neurônios em despolarizar em episódios de mania ou, ainda, sofrerem bloqueio para despolarizar em episódios depressivos.

## Eutanásia e pena de morte
Uma das formas nas quais se procede usualmente a eutanásia de animais com patologias incuráveis - a exemplo de cães domésticos com câncer terminal ou leishmaniose - é mediante a administração, após uma profunda anestesia geral - que geralmente já incumbe-se de parar o sistema respiratório - de elevadas quantidade de cloreto de potássio adequadamente diluído na corrente sanguínea do animal (via intravenosa). Além do comprometimento direto do equilíbrio sódio potássio nas diversas variedades de células, a elevação súbita dos níveis de potássio exteriores à células do sistema neurológico - mostrando-se particularmente sensível o sistema responsável pelos batimentos cardíacos - reduz consideravelmente o potencial de ação externo necessário à sensibilização do sistema nervoso. Ruídos espúrios passam então a ativar o sistema, que colapsa mediante tamanha quantidade de informação. O coração é levado a batimentos descoordenados, fibrilação, e por fim, para.
A anestesia geral profunda deve ser inquestionavelmente bem administrada antes da aplicação do cloreto de potássio uma vez que todo o sistema nervoso é com esta droga levado, se não ao a um estado de hipersensibilidade, certamente a um estado de sensibilidade mais aguçada; o que inclui, certamente, o sistema responsável pelas sensações dolorosas.
O processo a base de cloreto de potássio é também frequentemente empregado na execução de condenados à pena capital em países que impetram tal penalidade. Enquanto as altas dosagens são letais, a dosagem adequada de cloreto de potássio é utilizada para o tratamento de hipocalemia.

## Descoberta
A bomba de sódio foi descoberta por Jens Christian Skou,  em 1957. A descoberta foi objeto de artigo  publicado  na Biochimica et Biophysica Acta (vol. 23, pp. 394–401), intitulado The Influence of some Cations on an Adenosine Triphosphatase from Peripheral Nerves. Na altura, Skou era professor assistente no Departamento de Fisiologia Universidade de Aarhus, Dinamarca .
Em 1997, pela descoberta da bomba de sódio, Jens Christian Skou recebeu o Prémio Nobel da Química juntamente com Paul D. Boyer e John E. Walker.